# Canonges Seculars de Sant Joan Evangelista
La Congregació dels Canonges Seculars de Sant Joan Evangelista, en portuguès Cónegos Seculares de São João Evangelista, era una congregació clerical de canonges seculars, que només feien vots temporals. Els preveres que en formaven part eren popularment coneguts com a Lóios, i canonges blaus, pel color del seu hàbit. Posposaven al seu nom les sigles C.S.S.J.E. La congregació, estesa només a Portugal, fou suprimida en 1834.

## Història
La congregació nasqué en 1420, a l'església d'Os Olivais, propera a Lisboa, per iniciativa del mestre João Vicente (metge i professor de la Universitat de Lisboa i futur bisbe de Lamego i Viseu), de Martim Lourenço (doctor en teologia), i d'Afonso Nogueira (canonista graduat a la Universitat de Bolonya i futur bisbe de Coïmbra i de Lisboa). L'objectiu era contribuir a la reforma de la vida del clergat a Portugal. Per motius poc clars, el grup fundacional i altres sacerdots que s'hi havien unit foren obligats a abandonar la casa d'Os Olivais; amb el suport del bisbe de Porto, Dom Vasco, s'establiren a l'església de Campanhã en 1423.
Quan D. Vasco marxà com a nou bisbe d'Évora, el nou prior de Campanhã els obligà novament a deixar el lloc i la comuniat es dispersà. João Vicente obtingué la protecció de Fernando da Guerra, arquebisbe de Braga, que li donà l'església secular de São Salvador de Vilar de Frades (1425), antic monestir benedictí llavors desocupat a Areias de Vilar (Barcelos). En 1427, el papa Martí V atorgà l'aprovació del nou institut, els confirmà la donació de l'església i els autoritzà a viure segons les regles i constitucions dels Canonges Regulars de San Giorgio in Alga de Venècia, donant-los el nom de Canonges de Sant Salvador de Vilar de Frades.
Arran del viatge, en 1429, de João Vicente i Martim Lourenço a Borgonya, acompanyant la infanta Isabel, promesa al duc Felip el Bo, els dos religiosos anaren a Itàlia i entraren en contacte directe amb la congregació veneciana, coneixent el canonge de San Giorgio Gabriele Condulmer, que en 1431 esdevindria papa com Eugeni IV. A Roma, João Vicente fou nomenat bisbe de Lamego, el maig de 1432. Un any abans, el 18 de maig de 1431, el papa havia donat a la congreció la butlla Injunctum nobis, que permetia als religiosos de Vilar de Frades seguir la Regla de Sant Agustí i les constitucions de San Giorgio in Alga, elegir un prior, acceptar esglésies i altres cases al país, elaborar estatuts propis i gaudir dels privilegis de l'Orde de Sant Jeroni.

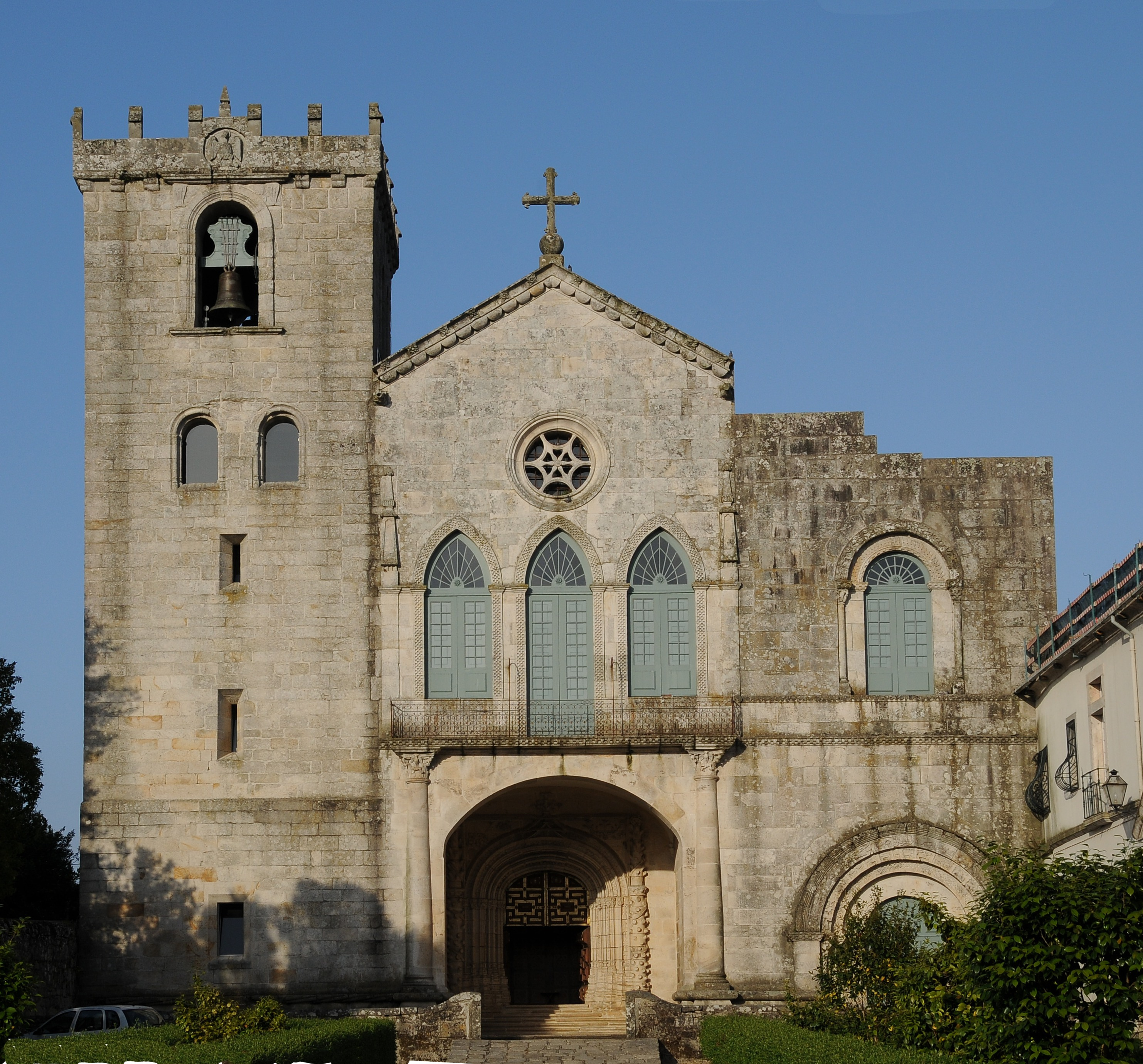
Església de Vilar de Frades, casa mare
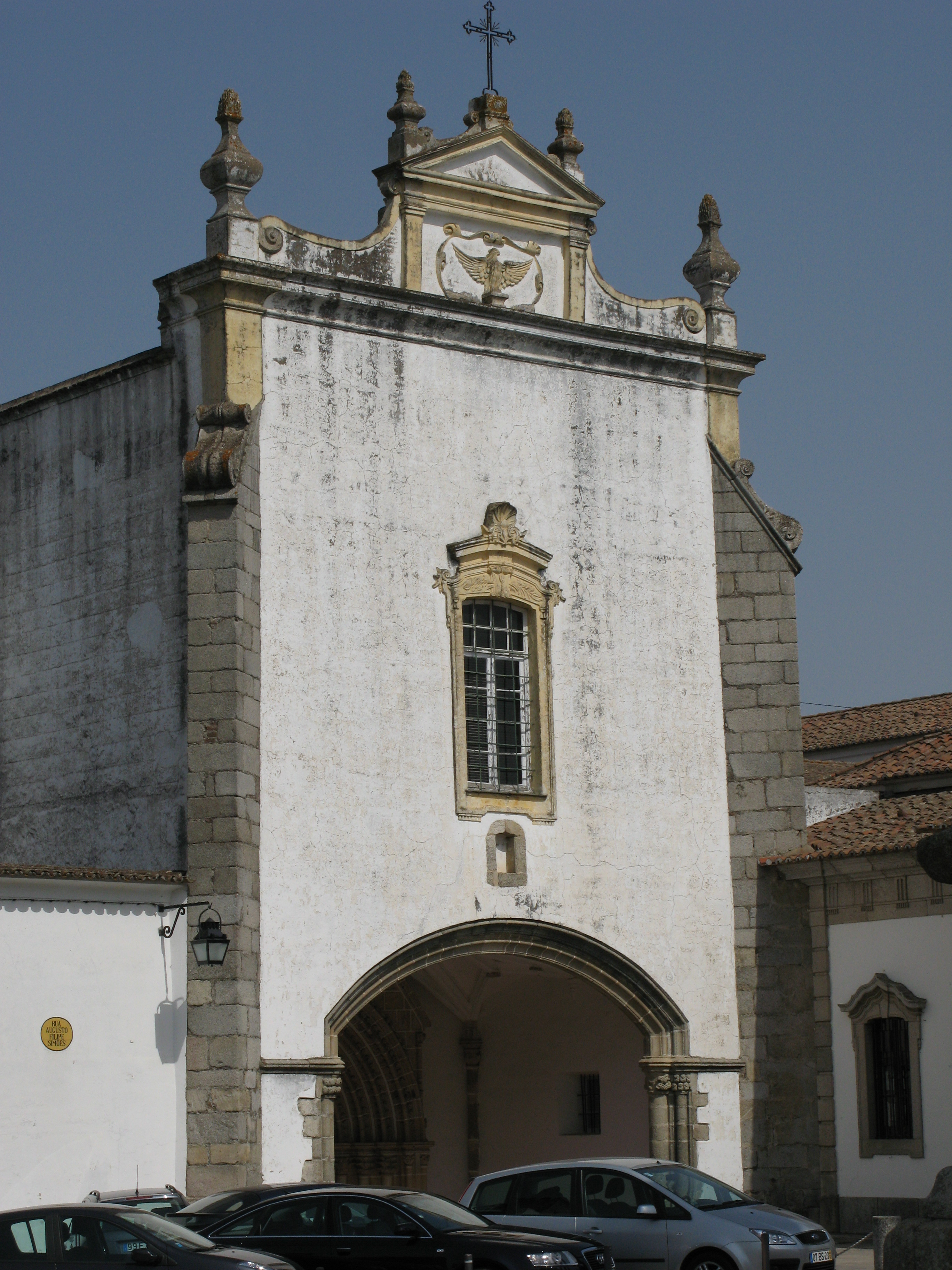
Església del convent d'Èvora
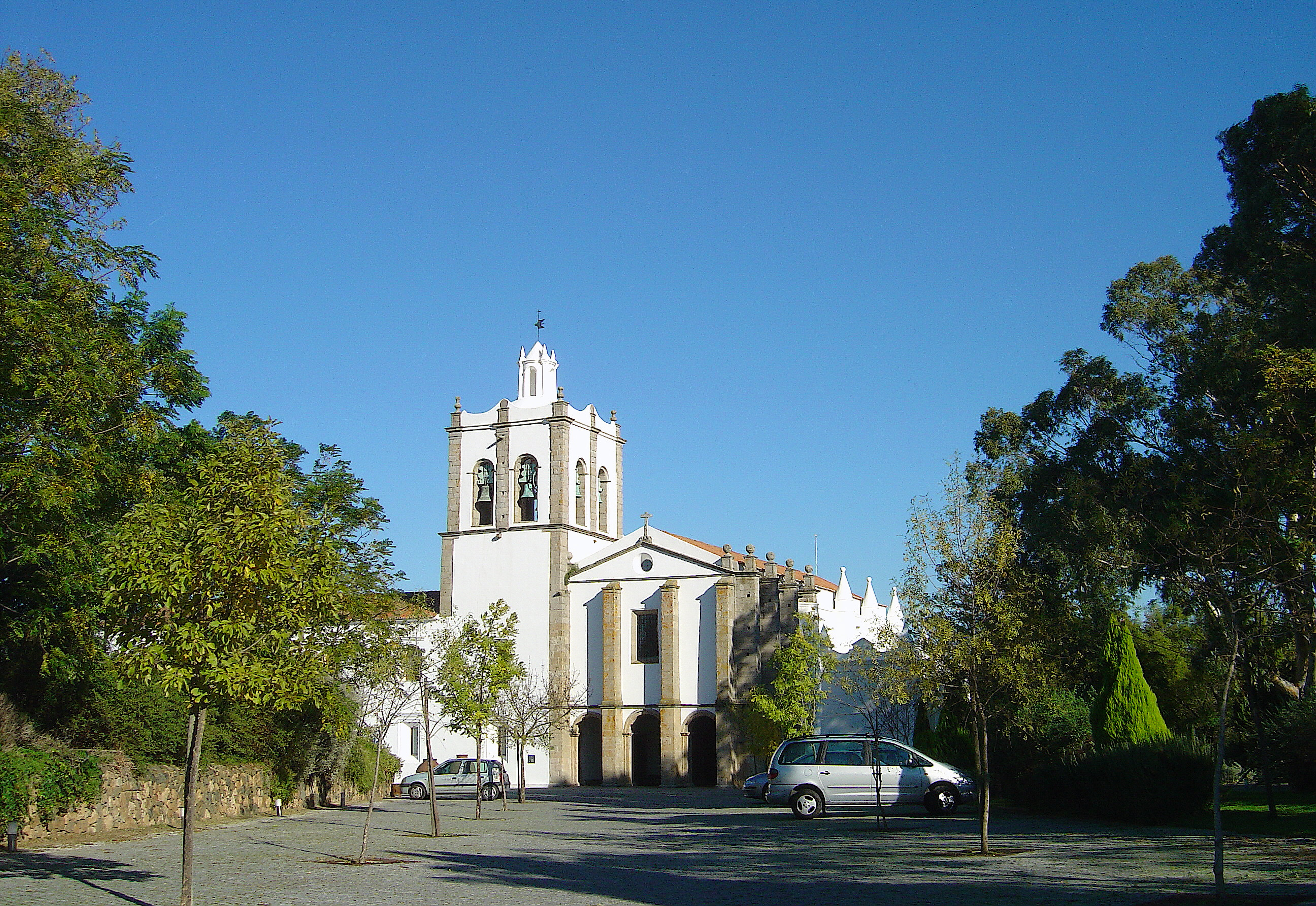
Convento dos Lóios (Arraiolos)
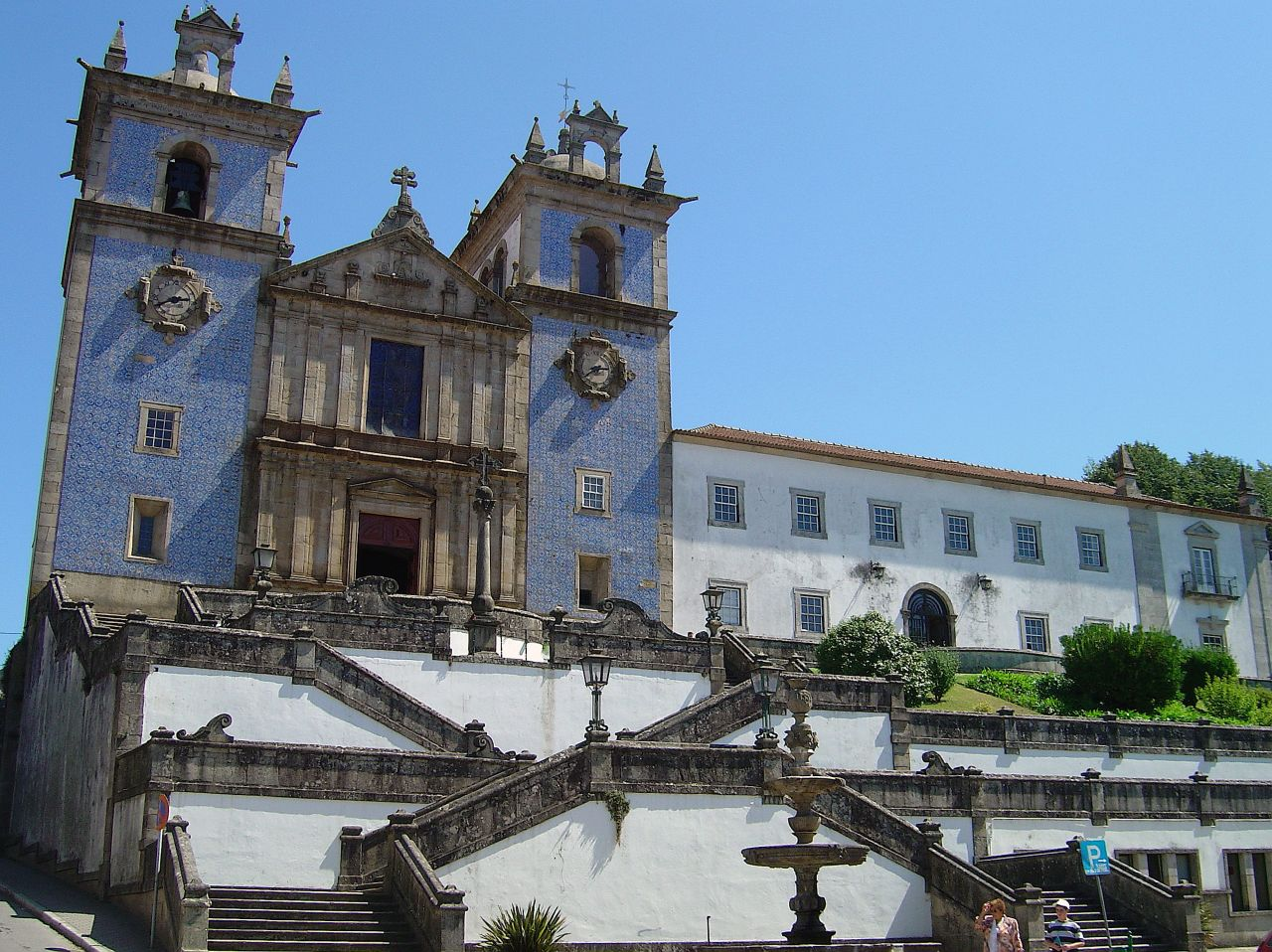
S. Maria da Feira (Aveiro)

### Auge i expansió
Aquest èxit i la protecció de la família reial suscitaren els intents de l'arquebisbe de Braga per afirmar la seva jurisdicció sobre el monestir de Vilar, però, amb el suport de la reina Isabel de Coïmbra, els canonges aconseguiren de la Santa Seu l'exempció canònica el 7 de març de 1446, confirmada per Lleó X el 30 d'agost de 1517. Les reivindicacions episcopals continuaren, però, fins al començament del segle xvi. Llavors fou el període més brillant de l'orde. En 1455 la corona els donà el convent de Santo Elói de Lisboa (1455, d'on prengueren el nom de Lóios) i en 1462, la reina Isabel fundà el convent de São João Evangelista de Xabregas; Alfons V de Portugal donà el convent a la congregació dels canonges i passà a ésser-ne la seu principal, prenent llavors l'orde el nom de Congregação de São João Evangelista. En acabar el segle havien fundat convents a les diòcesis de Braga, Lamego, Lisboa, Porto i Évora.
Establiren missions al regne del Congo (1490, 1508 i 1521), fundaren un col·legi a Coïmbra (1548), un convent a Feira (1560), i contribuïren a la reforma pretridentina portuguesa. El 3 d'abril de 1491, un dominic, un franciscà i un canonge de Sant Joan van batejar el rei del regne centreafricà de Sonyo i el seu fill, i el 3 de maig, el rei i la reina del Congo, i el seu fill, que prengué el nom d'Alfons I. Aquest va arribar a enviar el seu fill a Portugal perquè fos educat pels canonges blaus, i amb el temps arribà a ser bisbe de Funchal.
Poc després, el rei Joan III de Portugal els encomanà l'administració dels hospitals reials de tot Portugal: en 1536 assumeixen la de l'Hospital de Todos os Santos (Lisboa), i de Santarém, Montemor-o-Novo, Caldas da Rainha i Coimbra. Més tard, els hospitals de Vimeiro i Castanheira i en 1541 els de Portel i Arraiolos. Les comunitats més riques foren les de Vilar de Frades, Santo Elói de Lisboa i Nossa Senhora da Consolação do Porto; a més, destacaren São Bento de Xabregas, Espírito Santo da Feira i el Colégio de São João Evangelista de Coïmbra.
Amb un breu de 28 de març de 1568, i a causa de la seva activitat, el papa Pius V els encarrega de la reforma dels col·legis de canonges de San Giorgio in Alga. També es dedicaren, i per això es feren coneguts entre la població, a la predicació popular, al camp i la ciutat, a l'apostolat i l'assistència a necessitats en presons i hospitals, a acompanyar els condemnats a mort i a l'ensenyament de la catequesi i les primeres lletres. Van formar confraries populars i publicaren vides de sants; l'assistència a malalts i moribunds a les pestes de 1458, 1493, 1569 i 1579, feu que es guanyessin l'admiració de la població.

### Decadència i supressió
A partir de la segona meitat del XVI, els lóios anaren progressivament abandonant l'activitat assistencial a presons i hospitals i deixaren de banda l'apostolat missioner i la fundació de noves cases; perderen la protecció reial i les autoritats eclesiàstiques intentaren d'imposar la seva jurisdicció. A més, les noves congregacions clericals prengueren el seu paper en l'apostolat i l'ensenyament primari. Després del Concili de Trent, les directrius d'uniformització canònica desembocaren en la proposta de Climent VIII de transformar la congregació en una congregació de canonges regulars de vots solemnes i perpetus, però davant l'oposició, obtingueren l'autorització de continuar amb l'estatut anterior, amb breu d 2 d'agost de 1596.
Al segle xvii, s'intentà de nou suprimir la congregació, però continuà subsistint, fins i tot quan en 1668 foren suprimits els canonges de San Giorgio in Alga de Venècia. Van mantenir una certa activitat intel·lectual, i alguns canonges foren professors a la Universitat de Coïmbra, entre els quals l'historiador Francisco de Santa Maria, autor d'una crònica de l'orde. Finalment, i després d'un període de decadència, en 1822, el govern liberal de Portugal va reduir les cases dels canonges a quatre (de nou que en tenien). En 1824, el règim absolutista els restituí els convents, però en 1834, el nou govern liberal suprimí definitivament la congregació juntament amb els altres ordes religiosos del país. Els béns foren incorporats a la hisenda de l'Estat.